# 勝久マイケル
勝久 マイケル（かつひさ マイケル 、1983年4月26日 - ）は東京都出身の元プロバスケットボール選手で、現在は指導者。Bリーグの信州ブレイブウォリアーズのヘッドコーチと球団社長を兼任している。
バスケットボール指導者の勝久ジェフリーは兄。

## 来歴
高校はワシントン州のBellevue High Schoolに留学。
専修大学に進学し、休学期間を経て卒業後、大阪エヴェッサにドラフト全体5位で入団。プロ選手としては2009年から2011年までbjリーグの大阪エヴェッサに所属し、ポジションはポイントガードであった。
bjリーグ 2010-11シーズンを最後に選手生活から退き、横浜ビー・コルセアーズのアシスタントコーチに就任。bjリーグ 2013-14シーズン、ヘッドコーチ職に就いた。
2010年オフにエヴェッサEⅡコーチに就任。しかし2011年1月、トップチームに怪我人が続出したため、再び選手契約を結んだ。2011年、横浜ビー・コルセアーズのアシスタントコーチに就任。レジー・ゲーリーヘッドコーチの下、2011-12シーズンのファイナル進出（3位）、2012-13シーズンの優勝に貢献した。シーズン終了後にゲーリーが退任し、後任のヘッドコーチに昇格した。2014-15シーズン終了をもって退任。
2015年7月より2年契約で島根スサノオマジックヘッドコーチに就任。
2017年7月よりリンク栃木ブレックスアシスタントコーチに就任。オファーの決め手は遠距離生活だった家族が一緒に住むことであり、現在は家族で栃木に在住し、妻は新幹線通勤している。。
2018年6月28日、Bリーグの信州ブレイブウォリアーズのヘッドコーチと球団社長に就任した。